# 幸町公園 (徳島市)

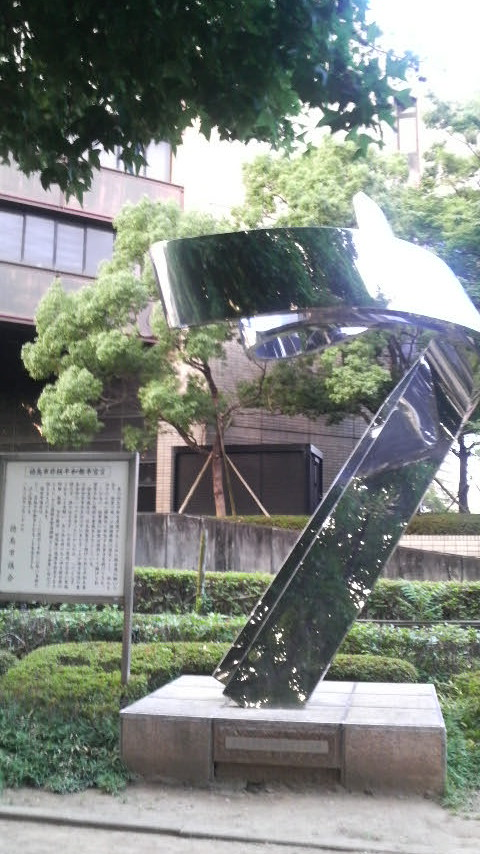
徳島市非核平和都市宣言

幸町公園（さいわいちょうこうえん）は、徳島県徳島市幸町にある都市公園（街区公園）である。

## 概要
徳島市の中心部に位置し徳島市役所に隣接している。阿波踊り期間中は本公園から富田橋にかけて幸町演舞場『おどりロード』が設置される。
また公園内には「徳島市非核平和都市宣言」のモニュメントや映画「眉山」の記念碑が建てられている。

## 幸町おどりロード
2010年に阿波踊りの新しい無料演舞場として阿波おどり実行委員会が開設。幸町公園の位置する幸町二丁目から幸町三丁目までの幅7m、長さ80m。桟敷の規模は508席とした。

## 交通
- JR徳島駅より徒歩約10分。